# Gérard Deprez

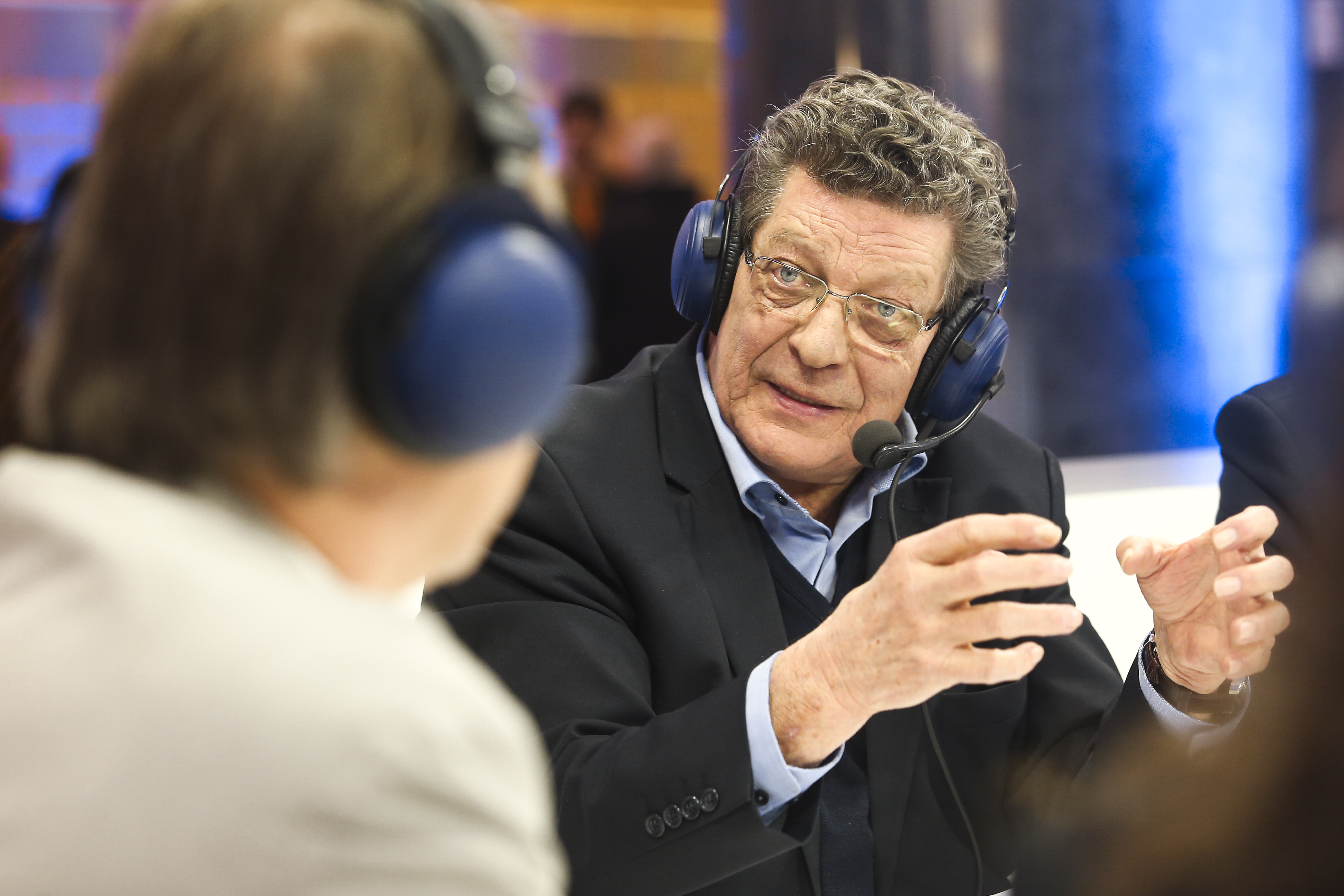
Gérard Deprez, 2015

Gérard M.J. Deprez (Noville, 13 augustus 1943) is een Belgisch politicus voor de PSC en de MR.

## Levensloop
Deprez werd geboren in een familie van landbouwers in het Luxemburgse dorp Noville. Op het einde van de Tweede Wereldoorlog werd de familie zwaar getroffen. Tijdens de Slag om de Ardennen werd Noville namelijk volledig verwoest, terwijl de vader en oom van Deprez door terugtrekkende Duitse soldaten werden gefusilleerd.
Nadat hij de Grieks-Latijnse humaniora aan het Klein Seminarie van Bastenaken had doorlopen (1955-1960), ging hij studeren aan de UCL. Hij volgde er een kandidatuur in de wijsbegeerte en letteren (1961-1963) en vervolgens een licentie (1963-1965) en behaalde er een doctoraat in de sociologie (1974).
Na het einde van zijn universitaire studies begon hij een academische carrière. Van 1966 tot 1974 was hij assistent aan de UCL in het Centre de Recherches Sociologiques en van 1966 tot 1971 was hij docent aan het ISCO, het Institut Supérieur de Culture Ouvrière. Daarnaast was hij van 1969 tot 1974 geassocieerd lid van de AURA, de Association Universitaire de Recherche en Administration.
In 1974 begon hij een politieke loopbaan voor de PSC. Van mei 1974 tot oktober 1975 was hij adviseur op het kabinet van de toenmalige ministers van Franse Cultuur Jean-Pierre Grafé en Henri-François Van Aal, waarna hij van oktober 1975 tot mei 1978 politiek raadgever van toenmalig PSC-voorzitter Charles-Ferdinand Nothomb was. Vervolgens was hij van mei 1978 tot april 1979 secretaris-generaal van de PSC/CVP, bevoegd voor de internationale betrekkingen en was hij van april 1979 tot december 1981 kabinetschef van de toenmalige PSC-vicepremiers Paul Vanden Boeynants en José Desmarets. In december 1981 volgde hij Paul Vanden Boeynants op als partijvoorzitter van de PSC, een functie die hij tot in maart 1996 uitoefende. In 1995 werd hij benoemd tot minister van Staat.
In 1998 werd hij uit de PSC gezet, nadat hij voorgesteld om de PSC met de PRL en het FDF te fuseren. Als politieke dakloze richtte hij kort nadien de Mouvement des Citoyens pour le Changement (MCC) op, een politieke beweging die aanvankelijk in kartel ging met PRL en FDF en vervolgens in 2002 opging in de MR, waarvan hij 2002 tevens de ondervoorzitter is. Van 1998 tot 2020 was Deprez voorzitter van de MCC.
Van 1984 tot 2009 was hij Europees Parlementslid voor de Europese Volkspartij en de Alliantie van Liberalen en Democraten voor Europa. Hij maakte deel uit van de parlementaire budgetcommissie en was ondervoorzitter van de gemeenschappelijke Turks-Europese parlementscommissie. Bovendien was hij van 1982 tot 1990 gemeenteraadslid van Ottignies-Louvain-la-Neuve.
In 2010 werd hij rechtstreeks gekozen senator in de Belgische Senaat in vervanging van Louis Michel en bleef dit tot aan de verkiezingen van 2014. Hij was de initiatiefnemer van de wet op het cyberpesten, die tegen het einde van de legislatuur gestemd werd. Vervolgens keerde hij in 2014 terug naar het Europees Parlement. Bij de verkiezingen van 2019 was hij geen kandidaat meer.